# Witbrood

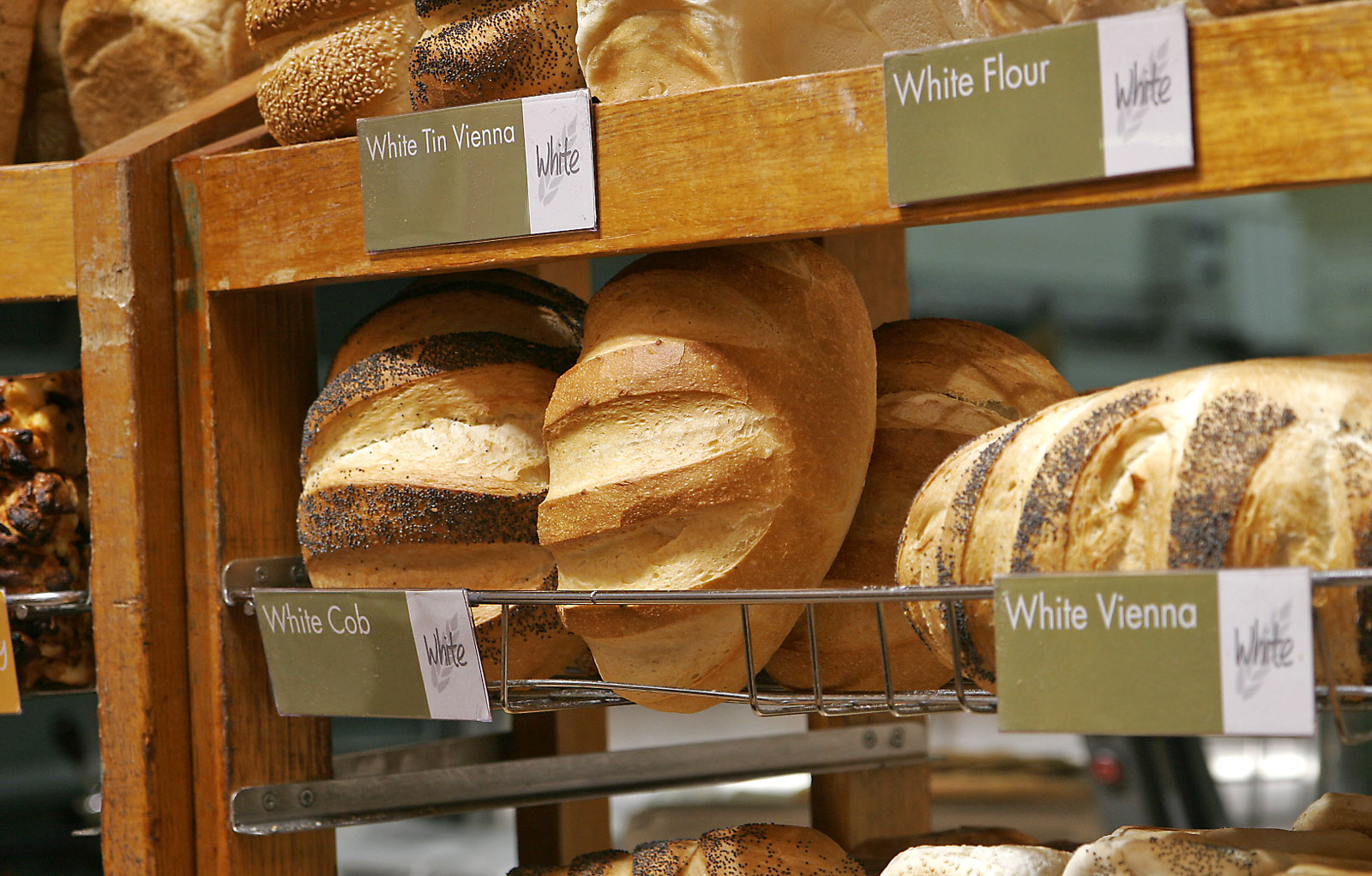
Witbroodsoorten in een Engelse bakkerij

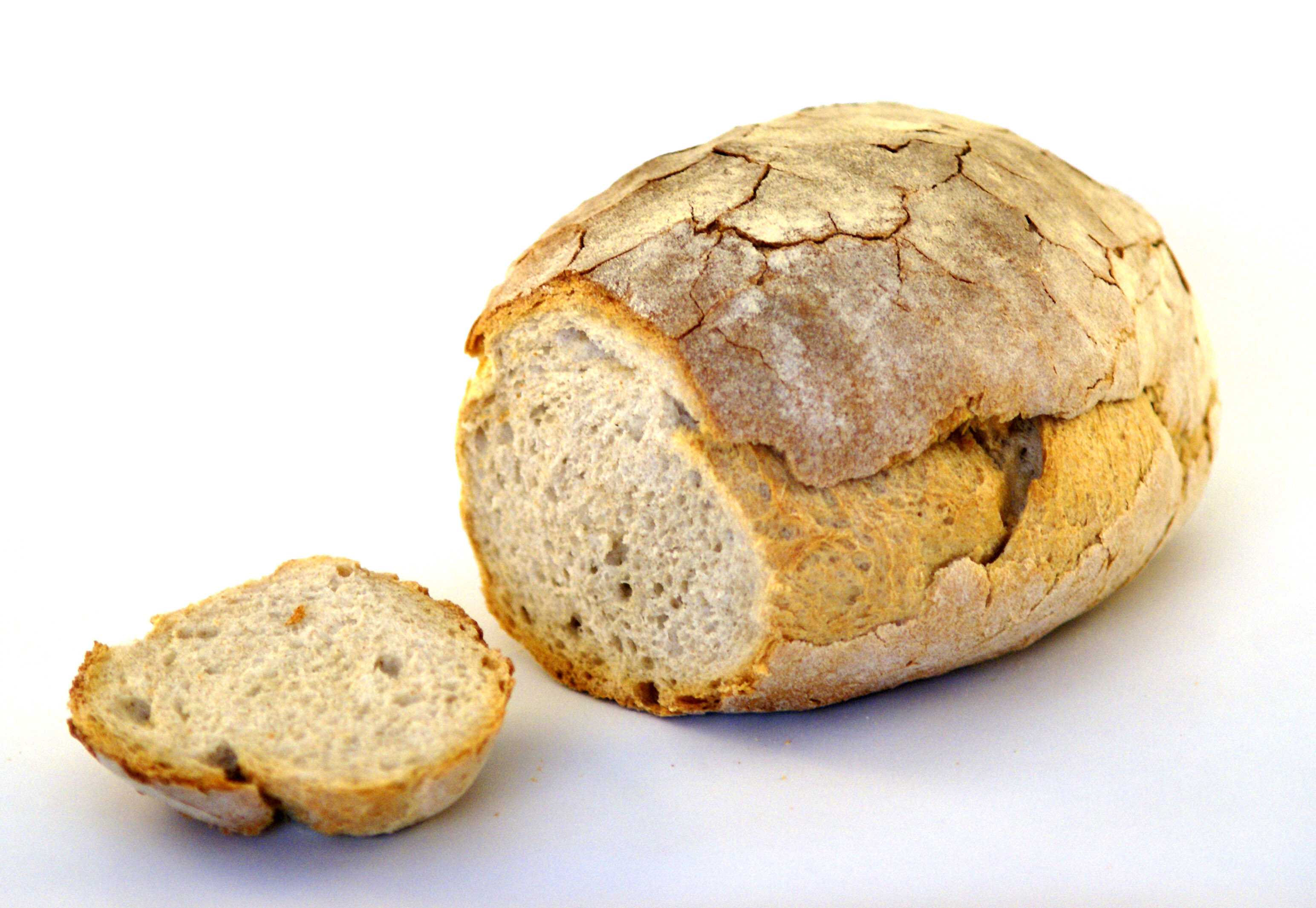
Basels brood

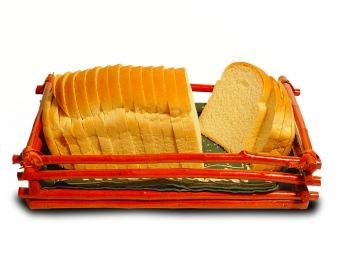
Witte boterhammen

Witbrood of wittebrood is brood gebakken van tarwemeel waar de kiem en de zemel geheel uit zijn gezeefd of gebuild. Witbrood wordt in Europa al duizenden jaren gegeten. De samenstelling en status van witbrood  varieerde in de loop van de tijd.

## Oorsprong
Witbrood was in de Griekse oudheid al bekend. Hippocrates schreef 400 jaar voor Christus dat bruinbrood beter laxeert, maar dat witbrood voedzamer is. Bij de Grieken was blankheid van het brood een kenmerk van puurheid en onderscheid. Ook in Rome en aan het Franse hof beschouwde men witbrood als superieur. Omdat het bereidingsproces van  bloem lastiger en duurder was dan dat van ander meel, was witbrood lange tijd duurder dan bruinbrood. Alleen de welgestelde burgerij kon het zich veroorloven. De gewone bevolking at grof tarwebrood of roggebrood. Omdat het zodanig zeven van meel dat het bloem oplevert van recente datum is, was witbrood lange tijd mogelijk eerder grauw dan wit.

## Vanaf 1900
Aan het eind van de negentiende eeuw was er een beweging die bruinbrood of volkorenbrood propageerde vanwege zijn gezondheidsredenen. Doordat het ongebuilde tarwebrood nog zemelen bevat, is dit vezelrijker en zou het gezonder zijn. In de jaren zestig van de 20e eeuw raakte het witbrood in Noordwest-Europa uit de gratie ten gunste van bruinbrood of volkorenbrood, dat andermaal als beter voor de gezondheid aangeprezen werd. In de rest van de wereld wordt brood meestal nog wel van bloem gemaakt. Het meel wordt vaak gebleekt, niet alleen om de kleur homogeen en witter te maken, maar ook om de bakkwaliteit te verbeteren. In de Europese Unie is het bleken van tarwemeel verboden, omdat het schade aan de lever kan veroorzaken.

## Culturele betekenis
In sommige begrippen vindt men de (oude) status nog terug. Zo heeft de benaming wittebroodsweken ermee te maken dat in de eerste weken na het huwelijk een feestelijk sfeer heerst die met luxe gepaard mag gaan. Bij sommige feesten zoals het Leids ontzet wordt witbrood geserveerd. Nederlandse overlevenden van de Tweede Wereldoorlog denken met weemoed terug aan het aan het eind van de hongerwinter verspreide Zweeds witbrood.

## Verrijking
Om het effect van het verwijderen van de zemelen te compenseren worden aan witbrood wel voedingstoffen toegevoegd, het zogenaamde verbeterd brood. In de VS worden sinds 1941 vitamines toegevoegd. Ook in Nederland is witbrood op de markt gebracht dat zodanig verrijkt is dat het zich wat voedingswaarde betreft met bruinbrood zou kunnen meten.

## Variaties
Het in de Benelux gangbare witbrood bestaat uit tarwebloem, water, gist en zout. Soms wordt melk gebruikt ('melkwit') of ander bloem toegevoegd. Variaties zijn er door de vorm van het brood en de korst; zo is er onder meer casinobrood, knipbrood, tijgerbrood en busbrood en zijn er allerlei soorten wit kleinbrood. Sommige vormen van witbrood zijn zeer krokant gebakken. Andere bevatten hartige of zoete toevoegingen, zoals pizza of krentenbrood. Zeker buiten de Benelux bestaat een nog grotere variatie aan witte broodsoorten, die andere ingrediënten bevatten, zoals zuurdesem, allerhande vruchten, noten of kruiden, dan wel volgens een andere procedure worden bereid (niet of langer rijzen).
- Gemeinsame Normdatei: 4198155-8